# SAR-Klasse NG 5
Die Lokomotiven der Klasse NG 5 der South African Railways (SAR) waren Dampflokomotiven mit der Achsfolge 1'D1' (Mikado) für 600-mm-Schmalspur (NG steht für Narrow Gauge). 
Die Lokomotiven wurden für die Otavibahn in Südwestafrika (seit 1990 Namibia) gebaut und entsprachen in der Konstruktion weitgehend den drei Lokomotiven der Baureihe Hd, die 1912 von der deutschen Verwaltung in Deutsch-Südwestafrika angeschafft worden waren. Wie diese stammten auch die neuen Lokomotiven von Henschel. 
Zylindermaße, Kesseldruck und Treibraddurchmesser und damit auch die rechnerische Zugkraft beider Bauarten waren gleich. Die Lokomotiven hatten außenliegende Rahmen und Zylinder, die auf Kurbelwangen arbeiteten. Der Kessel war mit einem Überhitzer ausgestattet. Der Schlepptender war vierachsig, um die auf der langen, wasserarmen Strecke notwendigen Vorräte fassen zu können. 
Der einzige wesentliche Unterschied zwischen den Hd und den NG 5 bestand in der Ausstattung der SAR-Lokomotiven mit Saugluftbremsen, während die deutschen Lokomotiven Druckluftbremsen besaßen. Optisch können beide Klassen an der Gestaltung der Frontpartie unterschieden werden; die Stufe vor der Rauchkammertür wurde bei den NG 5 bis unmittelbar vor den Zylinderblock zurückgesetzt. Die Anordnung der vorderen Laufachse dicht vor dem ersten Kuppelradsatz wurde beibehalten, erkennbar an den im Vergleich zur späteren Klasse NG 15 weiter vorne angeordneten Zylindern. 
Die Lokomotiven blieben bis zur Umspurung ihrer Strecke auf Kapspur im Jahr 1960 im Einsatz und wurden, anders als die auf ihnen basierende, Nachfolgeklasse NG 15 nicht nach Südafrika verlegt, sondern ausgemustert und verschrottet. Keine der Lokomotiven ist erhalten geblieben.